# Cleveland Browns 1955
La stagione 1955 dei Cleveland Browns è stata la sesta della franchigia nella National Football League, la decima complessiva. Dopo la vittoria del titolo della stagione precedente, il quarterback Otto Graham aveva annunciato il ritiro ma i Browns, dopo non avere trovato un sostituito adeguato nel training camp, lo convinsero a fare ritorno per un'ultima stagione. La squadra chiuse la stagione regolare con un record di 9-2-1, incontrando i Los Angeles Rams nella finale di campionato, dove vinse per 38-14. Fu la decima finale consecutiva per Cleveland tra NFL e AAFC.

## Calendario
| Stagione regolare |              |                        |           |        |                             |          |         |
| Turno             | Data         | Avversario             | Risultato | Record | Stadio                      | Pubblico | Sintesi |
| 1                 | 25 settembre | Washington Redskins    | S 17–27   | 0–1    | Cleveland Municipal Stadium | 30,041   | Recap   |
| 2                 | 2 ottobre    | at San Francisco 49ers | V 38–3    | 1–1    | Kezar Stadium               | 46,150   | Recap   |
| 3                 | 9 ottobre    | Philadelphia Eagles    | V 21–17   | 2–1    | Cleveland Municipal Stadium | 43,974   | Recap   |
| 4                 | 16 ottobre   | at Washington Redskins | V 24–14   | 3–1    | Griffith Stadium            | 29,168   | Recap   |
| 5                 | 23 ottobre   | Green Bay Packers      | V 41–10   | 4–1    | Cleveland Municipal Stadium | 51,482   | Recap   |
| 6                 | 30 ottobre   | at Chicago Cardinals   | V 26–20   | 5–1    | Comiskey Park               | 29,471   | Recap   |
| 7                 | 6 novembre   | New York Giants        | V 24–14   | 6–1    | Cleveland Municipal Stadium | 46,524   | Recap   |
| 8                 | 13 novembre  | at Philadelphia Eagles | S 17–33   | 6–2    | Connie Mack Stadium         | 39,303   | Recap   |
| 9                 | 20 novembre  | Pittsburgh Steelers    | V 41–14   | 7–2    | Cleveland Municipal Stadium | 53,509   | Recap   |
| 10                | 27 novembre  | at New York Giants     | P 35–35   | 7–2–1  | Polo Grounds                | 45,699   | Recap   |
| 11                | 4 dicembre   | at Pittsburgh Steelers | V 30–7    | 8–2–1  | Forbes Field                | 31,101   | Recap   |
| 12                | 11 dicembre  | Chicago Cardinals      | V 35–24   | 9–2–1  | Cleveland Municipal Stadium | 25,914   | Recap   |

Nota: gli avversari della propria division sono in grassetto.

### Playoff
| Playoff |             |                     |           |        |                               |          |         |
| Turno   | Data        | Avversario          | Risultato | Record | Stadio                        | Pubblico | Sintesi |
| Finale  | December 26 | at Los Angeles Rams | V 38–14   | 1–0    | Los Angeles Memorial Coliseum | 87,695   | Recap   |

## Classifiche
| NFL Eastern Conference |   |   |   |      |       |     |     |     |
|                        | V | S | P | %    | CONF  | PF  | PS  | STR |
| Cleveland Browns       | 9 | 2 | 1 | .818 | 7–2–1 | 349 | 218 | V2  |
| Washington Redskins    | 8 | 4 | 0 | .667 | 6–4   | 246 | 222 | V1  |
| New York Giants        | 6 | 5 | 1 | .545 | 4–5–1 | 267 | 223 | V2  |
| Philadelphia Eagles    | 4 | 7 | 1 | .364 | 4–5–1 | 248 | 231 | S1  |
| Chicago Cardinals      | 4 | 7 | 1 | .364 | 3–6–1 | 224 | 252 | S2  |
| Pittsburgh Steelers    | 4 | 8 | 0 | .333 | 4–6   | 195 | 285 | S7  |

Note: I pareggi non venivano conteggiati ai fini della classifica fino al 1972.